# قائمة الباباوات الذين ماتوا بعنف
مجموعة من الباباوات الذين لقوا حتفهم بسبب العنف على مر القرون. وقد تراوحت الظروف من الاستشهاد ( البابا ستيفن الأول) إلى الحرب (لوكيوس الثاني), إلى الضرب من قبل الزوج الغيور (البابا يوحنا الثاني عشر). مات عدد من الباباوات الآخرين في ظروف يعتقد البعض أنها جريمة قتل, لكن لم يتم العثور على دليل قاطع بشأنها.

## شهيدالباباوات

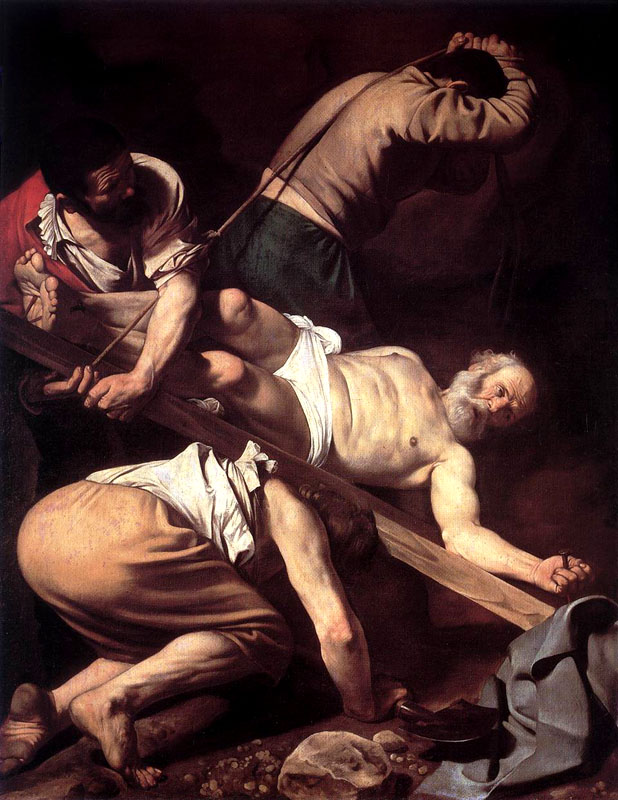
في التقليد, صُلب البابا الأول, القديس بطرس, رأساً على عقب.

- القديس بطرس (حوالي 67), استشهد تقليديًا بالصلب[3]
- البابا لينوس (القديس) (حوالي 67 - 76)
- البابا أناكليتوس أو كليتوس (القديس) (حوالي 79 - 92)
- البابا كليمنت الأول (القديس) (حوالي 92 - 99), ألقى في البحر مع مرساة حول عنقه
- البابا إيفاريستوس (حوالي 99 - 108), غير مدرج في كتاب الاستشهاد الروماني ولكن تم إعدامه[4]
- البابا سيكستوس الأول (القديس) (حوالي 119 - 128)
- البابا تيليسفوروس (القديس) (حوالي 128 - 138)[5]
- البابا أنكيتوس (155-166) استشهد تقليديا
- البابا سوتر (166-175) استشهد
- البابا إليوتيروس (175-189) استشهد
- البابا فيكتور الأول (القديس) 189- 199 استشهد
- البابا كاليكستوس الأول (217-222)استشهد
- البابا أوربان الأول (القديس) استشهد 222-230
- البابا بونتيان (القديس) 230-235, حكم عليه بالألغام في سردينيا وتوفي في جزيرة تافولارا
- البابا أنتيروس (القديس) استشهد المنتخب في الفترة من 235-12-21 على يد الإمبراطور مكسيموس
- البابا فابيان (القديس), انتخب 236-1-10 ومات شهيدًا أثناء الاضطهاد وقطع رأسه على يد ديسيوس
- البابا كورنيليوس (القديس), انتخب 251 آذار واستشهد في 253 حزيران
- البابا لوسيوس الأول (القديس) انتخب 253-6-25 واستشهد 254-3-5
- البابا ستيفن الأول (القديس), انتخب 254-5-12 واستشهد 257-8-2[6]
- البابا سيكستوس الثاني (القديس) انتخب 257-8-30 واستشهد 258-8-6
- البابا ديونيسيوس (القديس) استشهد 259-7-22 بعد عام من الاضطهاد وتوفي 268-12-26
- البابا فيليكس الأول (القديس) استشهد 269-1-5 وتوفي 274-12-30
- البابا يوتشيان (القديس) انتخب 275-1-4 واستشهد 283-12-7
- البابا كايوس (القديس), انتخب 283-12-17 واستشهد 296-4-22 ولكن ليس على يد عمه دقلديانوس
- البابا مارسيلينوس (القديس), انتخب 296-6-30 واستشهد 304-10-25 أثناء اضطهاد دقلديانوس
- البابا مارسيليوس الأول (القديس), انتخب 308-5-27 بعد 4 سنوات من الشغور واستشهد 309-1-16
- البابا يوسابيوس (القديس), انتخب 309-4-18 واستشهد في صقلية 309-8-17.[7]
- البابا يوحنا الأول (القديس), انتخب في 13 أغسطس 523, أثناء احتلال القوط الشرقيين لشبه الجزيرة الإيطالية. أرسله ثيودوريك الكبير ملك القوط الشرقيين كمبعوث إلى القسطنطينية. عند العودة, اتهم ثيودوريك جون الأول بالتآمر مع الإمبراطورية البيزنطية. سجن وجوع حتى الموت في 18 مايو 526.
- البابا مارتن الأول (القديس) انتخب عام 649. توفي في المنفى 655-9-16.

## قتل الباباوات
- يوحنا الثامن (872-882), يُزعم أنه تسمم ثم ضرب بالهراوات حتى الموت[8]
- ستيفان السادس (896-897), خنقاً[9]
- ليو الخامس (903), مزعوم خنقًا[10]
- يوحنا العاشر (914-928), يُزعم أنه مخنوق بالوسادة[11]
- يوحنا الثاني عشر (955-964), قُتل على يد الزوج الغيور للمرأة التي كان معه في الفراش[12]
- بندكت السادس (973-974) مخنوق[13]
- يوحنا الرابع عشر (983-984) قتل إما عن طريق الجوع أو سوء المعاملة أو القتل المباشر[14]

## متردد
- البابا الإسكندر الأول (القديس) (حوالي 106 - 119), إلغاء الاعتراف بالشهيد القديس الإسكندر (يوم العيد 3 مايو) في عام 1960
- البابا هيجينوس (القديس) (حوالي 138 - 142), الاستشهاد[15]
- البابا بيوس الأول (قديس) (142 - 154) استشهد بحد السيف بحسب المصادر القديمة.[16] تم حذف ادعاء الاستشهاد من التقويم الروماني العام لعام 1969 بعد المراجعات الأخيرة.[17]
- كليمنت الثاني (1046-1047), يُزعم أنه تسمم [18]
- سلستين الخامس (1294-1296), يُزعم أنه قُتل أثناء وجوده في الأسر بعد التنازل عن العرش. الادعاءات تلقي باللوم على خليفته, البابا بونيفاس الثامن.[19]
- يُزعم أن بونيفاس الثامن (1294-1303) مات (وإن كان غير مرجح) من آثار سوء المعاملة قبل شهر واحد.[20]